# Alaba-K’abeena
Alaba-K’abeena (auch bekannt als Alaaba, Allaaba, Halaba, K’abeena, K’abena, Qebena und Wanbasana) ist eine Ostkuschitische Sprache, welche von 307'100 Personen südwestlich des Shala-Sees gesprochen wird. Manchmal wird Alaba-K'abeena auch als Dialekt des Kambaata klassifiziert.
Die Standardschrift ist die Äthiopische Schrift.

## Beispiele
| Alaba-K’abeena (Lateinische Schrift) | Deutsch |
| ------------------------------------ | ------- |
| waa                                  | Wasser  |
| máncu                                | Frau    |